# مايكل ريغان (صحفي)
مايكل ريغان (بالإنجليزية: Michael Reagan)‏ هو صحفي أمريكي، ولد في 18 مارس 1945 في لوس أنجلوس في الولايات المتحدة.

## وصلات خارجية
- مايكل ريغان على موقع IMDb (الإنجليزية)
- مايكل ريغان على موقع إن إن دي بي (الإنجليزية)
- مايكل ريغان على موقع قاعدة بيانات الفيلم (الإنجليزية)